# Columbia (Virgínia)
Columbia é uma cidade  localizada no estado norte-americano de Virginia, no Condado de Fluvanna.

## Demografia
Segundo o censo norte-americano de 2000, a sua população era de 49 habitantes.
Em 2006, foi estimada uma população de 56, um aumento de 7 (14.3%).

## Geografia
De acordo com o United States Census Bureau tem uma área de
0,5 km², dos quais 0,5 km² cobertos por terra e 0,0 km² cobertos por água. Columbia localiza-se a aproximadamente 58 m acima do nível do mar.

## Localidades na vizinhança
O diagrama seguinte representa as localidades num raio de 36 km ao redor de Columbia.